# Douglas Simon

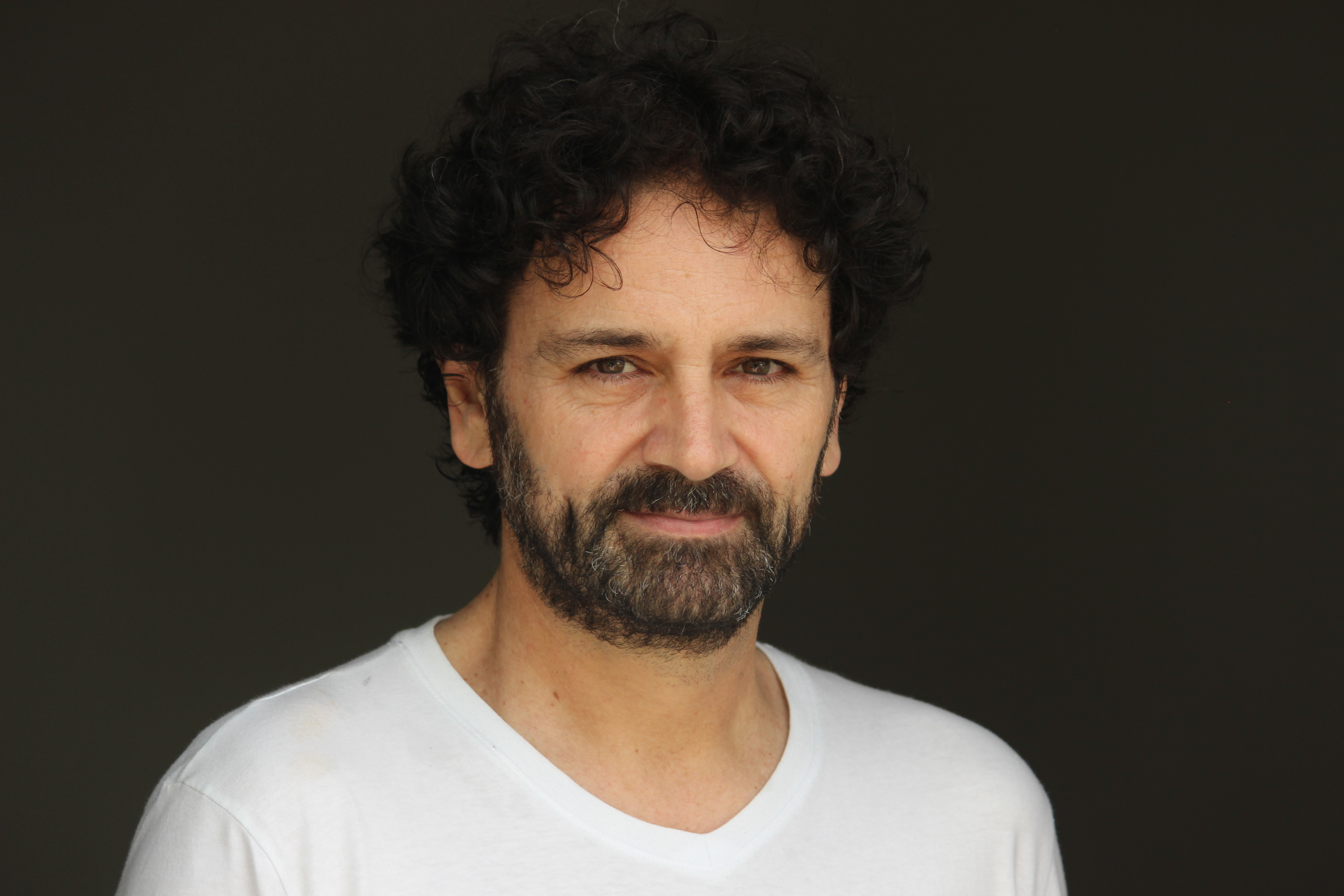

Douglas Simon (São Paulo, 14 de fevereiro de 1973) é um ator brasileiro de teatro, cinema e televisão.

## Biografia & Carreira
Formado pelo Senac São Paulo, estudou no Grupo TAPA, participando de núcleos de estudos e espetáculos. É também locutor e apresentador .Cursou a Oficina de atores da Rede Globo.
Em 2003 estreia na televisão interpretando o personagem  Teixeira Nunes - Gavião, em A casa das sete mulheres. Em 2007, interpreta Ricardo Fernandes na série "Donas de Casa Desesperadas", versão brasileira da série norte-americana Desperate Housewives com direção de Fabio Barreto.
Participou da primeira produção da Fox Brasil, o seriado 9mm: São Paulo interpretando o antagonista Pompeu.
Em 2011 faz uma participação no filme Infância Clandestina, interpretando a Gregório, o pai fictício do protagonista Juan. Esse filme é uma co-produção Argentina,Brasil e Espanha e foi  o representante argentino ao Oscar 2013 de melhor filme estrangeiro.

## Filmografia

### Televisão
- 2024 A Infância de Romeu e Julieta novela SBT
- 2023 DNA do Crime  seriado Netflix
- 2023 Poliana Moça novela SBT
- 2018 Carcereiros 3 temporada TV Globo
- 2018 Apocalipse participação especial - RecordTV

- 2017  Rotas do Ódio - Universal Channel

- 2016 Gigantes do Brasil - Episódio  Matarazzo - History Channel

- 2015 Babilônia - participação especial  TV Globo
- 2014 Politicamente Incorreto - FX
- 2014 Copa do Caos - MTV
- 2014 O Negócio - Segunda temporada - HBO Brasil
- 2011 Insensato Coração novela  TV Globo
- 2009 Unidos do Livramento - série direções (TV Cultura)
- 2008 9mm: São Paulo- série (Fox Brasil)
- 2009 A Favorita - novela  TV Globo
- 2008 Requiem - série Direções TV Cultura
- 2008 O Fingidor - série Direções TV Cultura
- 2007 Donas de Casa Desesperadas - Ricardo Fernandes/ série  RedeTV!
- 2006 Páginas da Vida - novela  TV Globo
- 2004 Celebridade novela  TV Globo
- 2003 A Casa das Sete Mulheres - minissérie  TV Globo
- 2000 Laços de Família - novela  TV Globo
- 1998 Alma de Pedra - Formiga (Rede Record)
- 1998 Torre de Babel - atendente da academia de Guga  TV Globo

### Cinema
- 2022  O porão da Rua do Grito
- 2019 Carcereiros
- 2018 Nada a perder

- 2016 O Vendedor de Sonhos

- 2012 Infância Clandestina
- 2011 Estamos Juntos
- 2002 Sonhos Tropicais
- 2001 Mater Dei
- 1998  Ação Entre Amigos

## Teatro
- 2018 -  Jornada de um imbecil até o entendimento- de Plínio Marcos
- 2016 -  Estudo sobre o masculino - Residência artística  teatro da Vertigem

- 2012 - Trilogia de Alice - de Tom Murphy
- 2010 - As folhas do cedro - de Samir Yazbek
- 2008 - O ensaio - de Jean Anouilh
- 2006 - O fingidor - de Samir Yazbek
- 2005 - Executivos - de Daniel Besse
- 2002 - As Viúvas - de Arthur Azevedo
- 2001 - E sempre e tanto - de Marcus V. Arruda
- 1997 - O Banquete - de Platão